# ASUS Eee PC
ASUS Eee PC je netbook pocházející od firmy Asus. V době svého představení byl revoluční svou kombinací nízké váhy, operačním systémem Linux, SSD a relativně nízkou cenou.
Podle Asusu je název Eee odvozen "od tří E" , zkratky reklamního sloganu pro přístroj : "Easy to learn, Easy to work, Easy to play".
Ve Velké Británii je ASUS Eee PC prodáván také jako RM Asus Minibook firmou RM.

## Modely
- Eee PC 700 (700, 701)
- Eee PC 900 (900, 901, 904HD)
- Eee PC 1000 (1000, 1000H, 1000HD, 1002HA, 1005, 1005HA, 1008, 1008HAG)
- Eee PC 1100 (1101HA, 1101HAG, 1104, 1106)
- Eee PC 1200 (1200, 1201HAG, 1201N)
- Eee PC 2G (2G Surf 256 RAM)
- Eee PC 4G (4G 512 RAM, 4G 701, 4G Surf 512 RAM, 4G-BK007)
- Eee PC 8G (8G, 8G 1 G RAM)
- Eee PC S101 (S101, S101H)
- Eee PC T91

ASUS své produkty této řady dělí na:
- Eee PC – netbooky, dále dělené podle úhlopříčky displeje
  - série 1000 – 10 palců
  - série 1200 – 12 palců
- EeeTop PC – kompaktní počítače s HD dotykovým displejem
- EeeBox PC – malé stolní osobní počítače s miniaturizovanou základní deskou
- Eee Videophone – skype phone s možností videohovorů
  - Touch AiGuru
  - SV1T
- Eee Keyboard – „počítač v klávesnici“

## Technické vybavení
Eee PC se vyznačuje menším displejem (hlavně série 700), SSD (Solid State Drive) a operačními systémy Windows XP, později Windows 7 a Linux.

### Procesor
V prvních sériích byl používán Intel Celeron M, dnes je používán procesor Intel Atom na frekvenci 1,6 GHz nebo 1,66 GHz, nejčastěji varianta s jedním jádrem, nebo jedním jádrem a dvěma vlákny.

### Obrazovka
Řada Eee PC 700 disponuje 7 (178 mm) palcovou verzí displeje, který má rozlišení 800×480 pixelů. Obrazovka nezabírá celou plochu víka, po stranách jsou umístěny reproduktory a navrchu je volitelně umístěna webkamera.
Řada Eee PC 900 přinesla 8,9 (226 mm) palců velký displej s rozlišením 1024×600 zabírající prakticky celou plochu víka.
Řada Eee PC 1000 je vybavena displejem velikosti 10 palců (254 mm) nebo 10,2 (259 mm) a rozlišením 1024×600.

### Paměť RAM
U 4 GB a 8 GB Eee modelů jsou použity standardní SO-DIMM moduly PC 533/667 MHz DDR2 s možností výměny. Hardware podporuje 2, v některých případech až 4 GB, ale předinstalovaný Xandros z řady 700 podporuje pouze maximálně 1 GB.

### Ukládání dat
Eee PC používá SSD nebo klasický pevný disk 2,5" s rozhraním S-ATA. SSD má nižší spotřebu energie a je nehlučný. V 2 GB a 4 GB verzi jsou pro snížení nákladů SSD umístěny přímo na základní desce počítače.
V 8 GB modelu je SSD karta připojena přes interní PCI Express Mini Card konektor.
Řada Eee 900 přichází s 8 GB nebo 16 GB odnímatelným PCI Express Mini SSD modulem, další čtyři 1 GB moduly jsou připájené na desce. Velikost tohoto SSD je závislá na použitém operačním systému (linuxová může díky nižším nákladům na systém mít větší disk). Verze s Windows XP se dodává SSD o kapacitě 8 GB a s Linuxovou verzí SSD o kapacitě 16 GB.

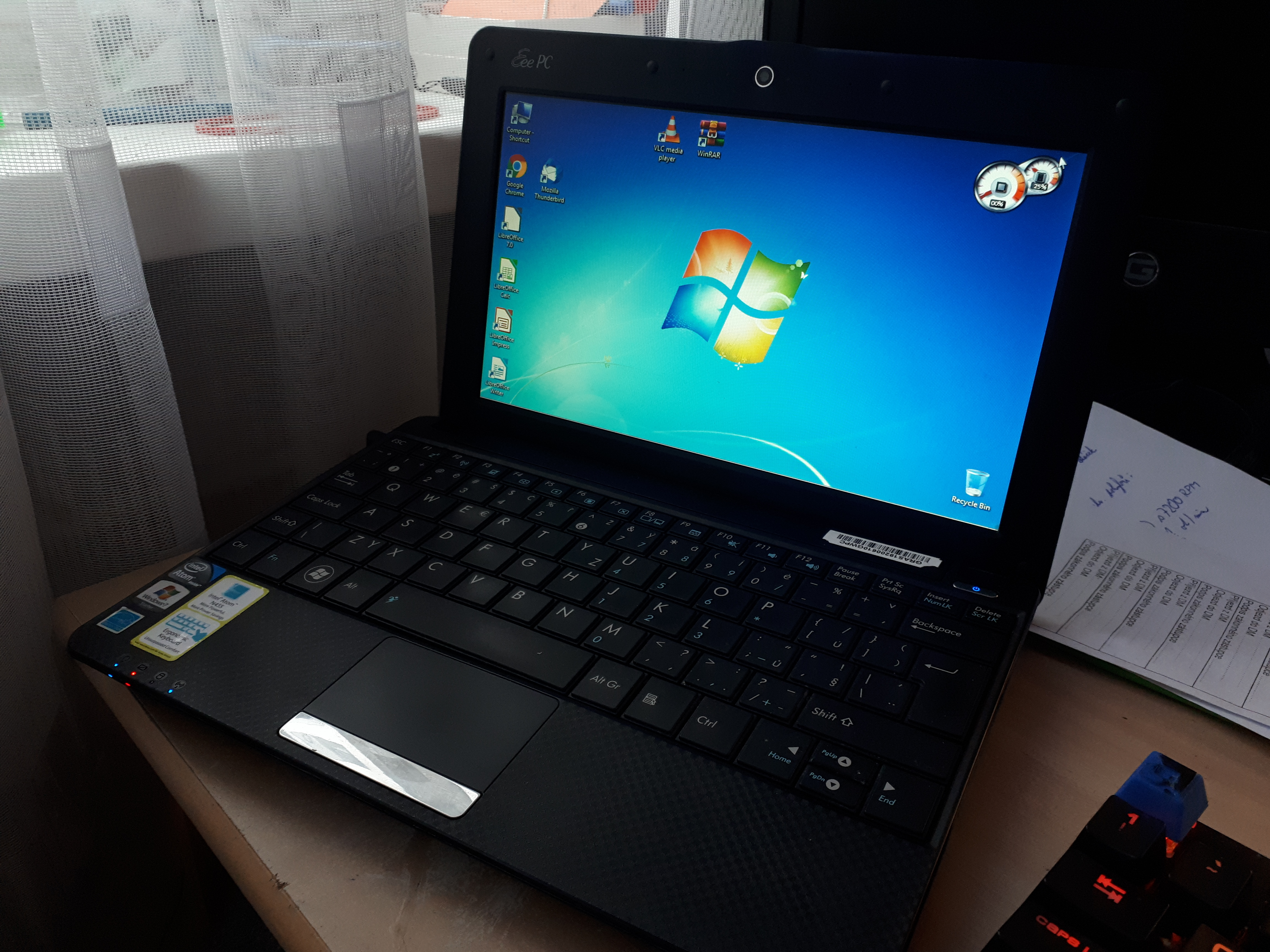
Upravený Asus EEE PC 1001PXD s 2GB RAM DDR3, 240GB SSD, Windows 7 Ultimate.

Řade Eee 1000 je osazena klasickým 2,5" pevným diskem s rozhraním S-ATA a kapacitou 160, 250 nebo 320GB.

### Rozměry a hmotnost
Rozměry
- Eee PC 2G, Surf 4G, Surf, 4G, 8G - 225 × 165 × 21~35 mm
- Eee PC 900 - 225 × 170 × 20~34 mm
- Eee PC 901 - 226 × 175.3 × 22.9 mm
- Eee PC 1000, 1000H - 265.9 × 191.3 × 38.1 mm

Hmotnost
- Eee PC 2G Surf (700) - 895 g

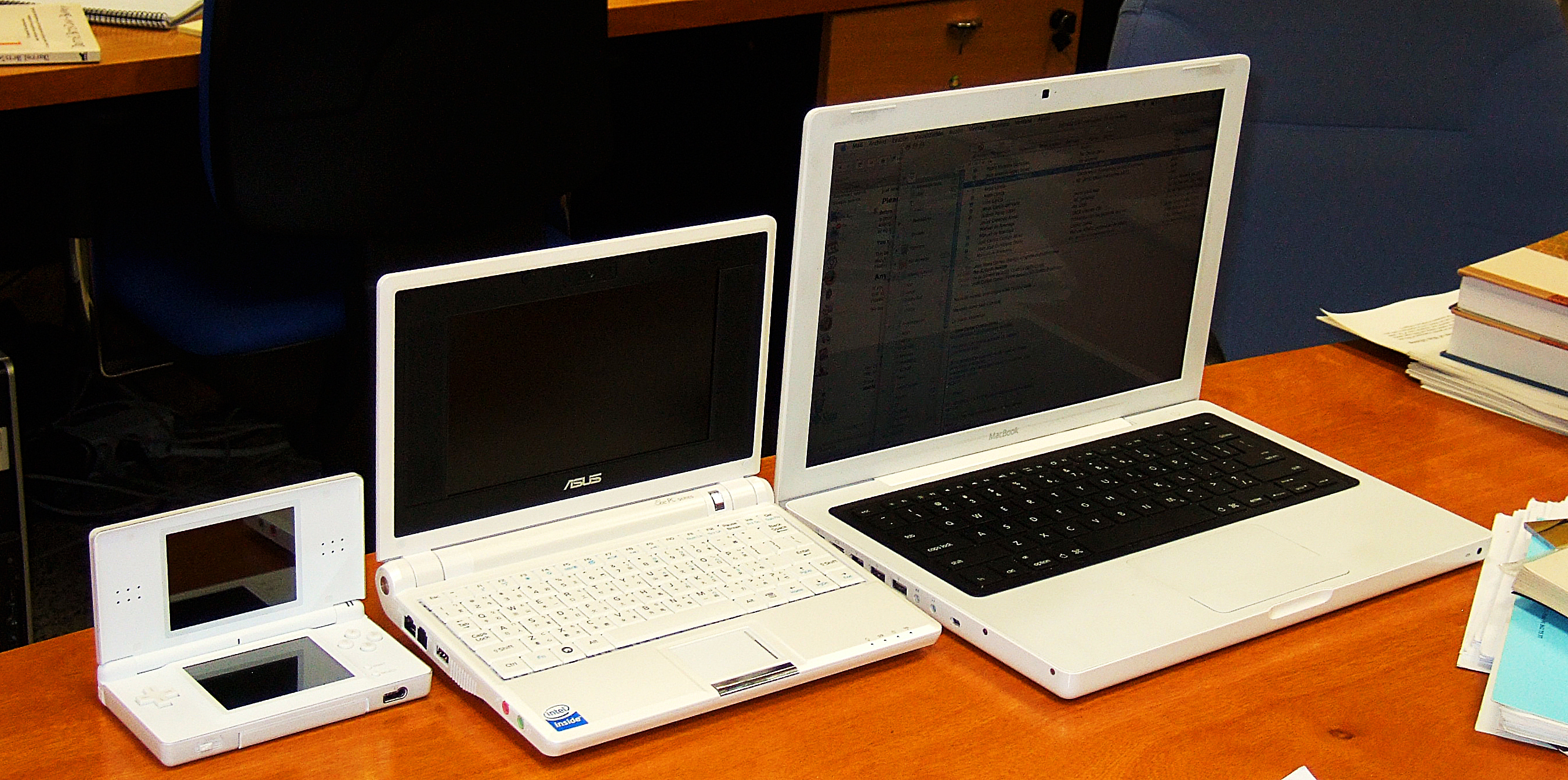
Porovnání velikostí MacBooku, ASUS Eee PC a Nintenda DS

- Eee PC 4G Surf (701), Eee PC 4G (701)¹, Eee PC 8G (702) - 920 g
- Eee PC 900 - 990 g
- Eee PC 901 - 1140 g
- Eee PC 1000 - 1330 g
- Eee PC 1000H - 1450 g

## Software
Jsou nabízeny modely s operačním systémem Windows XP Home, později Windows 7 Starter nebo GNU/Linux:
Windows verze je dodávána spolu s předinstalovaným kancelářským balíkem StarOffice a Microsoft Works. Dále obsahuje například program Power DVD, EEE Storage, Skype a další.
Linuxová verze využívá upravenou komerční distribuci Xandros se záložkami a IceWM jako window managerem.
Dodávaný software je například OpenOffice.org, Mozilla Firefox, Skype, Tux Paint, E-mail a internetové aplikace jako Google Docs.
Ovladače pro ACPI a bezdrátové zařízení dodané s Xandrosem jsou licencovány pod GPL a dodávány s produktem v ZIP souboru, nicméně bylo zjištěno, že malá část uvolněna nebyla, což ztěžovalo použití jiných linuxových distribucí. Asus následně požádal o identifikaci chybějících kódů  a následně je uvolnil. Dále zveřejnili jejich upravenou verzi linuxového kernelu Busyboxu.
Pro instalaci dalšího softwaru z repozitářů může být použit Synaptic Package Manage a apt-get, nicméně byla zpozorována občasná nekompatibilita s tradičními balíčky pro Debian a neupravený Xandros.

### Kompatibilní operační systémy
- Linux: Xandros, Ubuntu[12], Fedora[13], openSuSE[14], Debian[15], Mandriva[16], Arch Linux[17]
- BSD OS: NetBSD[18] 4.0 a vyšší, FreeBSD[19]
- Solaris OS: OpenSolaris[20] kompatibilní.
- Microsoft Windows: Windows XP Service Pack 3[21], Windows 7 (32 bit), Windows Vista[22]
- Ostatní kompatibilní systémy: Syllable[23], OSx86, ...[24]